# Pachycara arabica
Pachycara arabica es una especie de pez de la familia de los Zoarcidae en el orden de los perciformes.

## Morfología
- Los machos pueden llegar a alcanzar los 30,4 cm de longitud total.
- Número de vértebras: 103.[1]

## Hábitat
Es un pez de mar y de aguas profundas que vive hasta los 4.050 m de profundidad.

## Distribución geográfica
Se encuentra en el Mar Arábigo. 

## Observaciones
Es inofensivo para los humanos. 